# Ferdinand von Schill

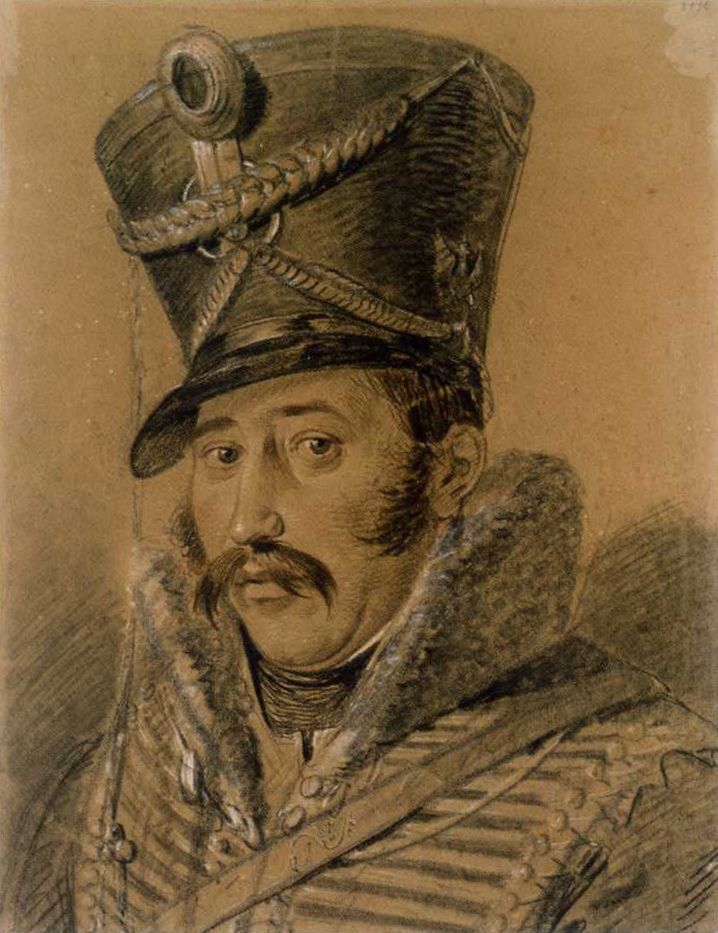
Ferdinand von Schill (1808)

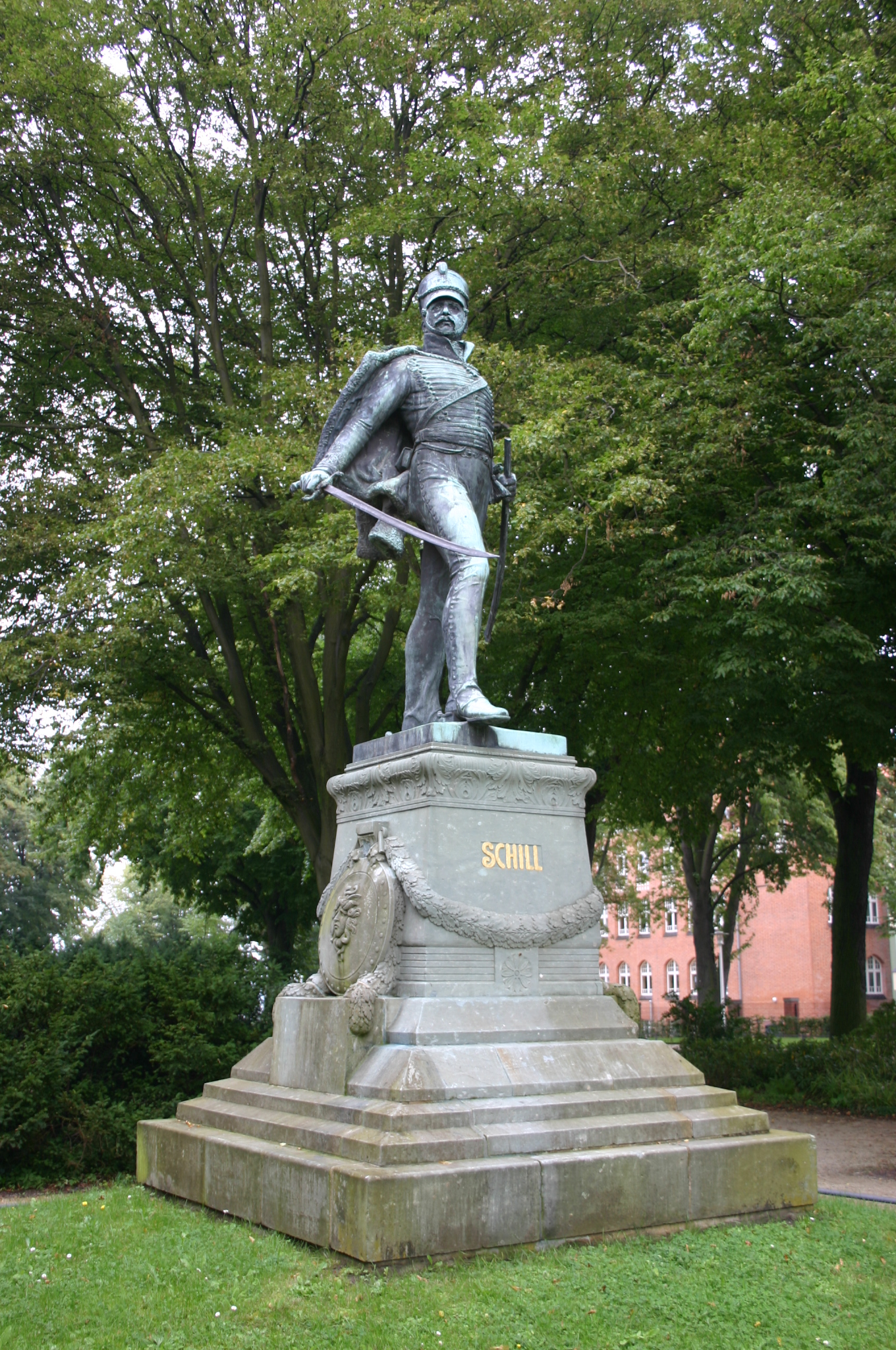
Pomnik von Schilla w Stralsundzie

Ferdinand Baptista von Schill (ur. 6 stycznia 1776 w Bannewitz, zm. 31 maja 1809 w Stralsundzie) – pruski oficer, uczestnik wojen napoleońskich, bohater narodowy Prus i Niemiec.

## Pochodzenie
Był synem Johanna Georga von Schilla, zawodowego oficera kawalerii służącego w armii austriackiej, saksońskiej, a następnie w pruskiej.

## Kariera wojskowa
Od wczesnego dzieciństwa ojciec uczył go jazdy konnej i fechtunku. Ferdinand rozpoczął nauki we Wrocławiu, ale mając 14 lat zaciągnął się jako podchorąży do elitarnego pułku dragonów Ansbach-Bayreuth w Pasewalku na Pomorzu. W 1793 został mianowany podporucznikiem. W 1806 walczył wraz ze swym pułkiem pod Auerstedt, gdzie został ranny. W styczniu 1807 uzyskał patent królewski na tworzenie korpusu ochotniczego (niem. freikorps) na ziemi kołobrzeskiej. W lutym 1807 został porucznikiem, a w czerwcu – kapitanem. Wykazywał wybitne zdolności organizacyjne – w ciągu miesiąca korpus liczył już ponad tysiąc żołnierzy, w tym kilkuset kawalerzystów i kilkudziesięciu artylerzystów.
Von Schill zasłynął wojną podjazdową na Pomorzu przeciwko armii napoleońskiej, w tym Polakom. Szczególny rozgłos dało mu wzięcie do niewoli w styczniu 1807 w Choszcznie francuskiego generała Claude’a Victora Perrina, którego zadaniem miało być obleganie Kołobrzegu. Victor znalazł się w Kołobrzegu, jako jeniec. Następnie von Schill walczył na Pomorzu Szwedzkim. W kwietniu 1808 Ferdinand von Schill został dowódcą 2. Brandenburskiego Pułku Huzarów, złożonego z byłych kawalerzystów swojego freikorpsu. 28 kwietnia 1809 Schill, pod pretekstem manewrów, opuścił ze swym szwadronem Berlin i zaczął wojnę partyzancką. Opanował Dessau i Halle.
31 maja 1809 oddziały napoleońskie, złożone z Holendrów i Duńczyków, pod dowództwem generałów: holenderskiego Pierre’a Gratiena i duńskiego Johanna von Ewalda rozbiły oddział Schilla w Stralsundzie. Schill zginął w walkach ulicznych.

## Po śmierci
Po opanowaniu Stralsundu przez wojska napoleońskie zwłokom Schilla odcięto głowę. Dekapitacji dokonał francuski oficer służby zdrowia Genoux. Głowę Schilla Holendrzy zawieźli do Kassel, by odebrać wysoką nagrodę (10 tysięcy franków) wyznaczoną przez króla Westfalii Hieronima Bonapartego. Następnie głowa przechowywana była na Uniwersytecie w Lejdzie w Holandii i powróciła do Prus dopiero w 1836, aż w końcu została uroczyście pochowana 24 września 1837 pod pomnikiem w St. Leonhard w Brunszwiku, wystawionym dla upamiętnienia powstania von Schilla.
Po klęsce Schilla 11 zbuntowanych oficerów z jego pułku zostało rozstrzelanych, a 500 huzarów odesłano do więzienia w Breście.